# Emmanuel Gaillard
Emmanuel Gaillard (* 1875; † 1956) war ein Schweizer Politiker (FDP).
Bevor Gaillard Stadtpräsident von Lausanne wurde, war er Ingenieur. Das Amt des Stadtpräsidenten übte er vom 19. Dezember 1931 bis zum 31. Dezember 1933 aus.